# Aleksander Sekulić
Aleksander Sekulić (Lubiana, 24 febbraio 1978) è un allenatore di pallacanestro sloveno.

## Carriera
Ha guidato la Slovenia ai Giochi olimpici di Tokyo 2020 e ai Campionati europei del 2022.

## Palmarès
- Campionato sloveno: 1

Krka Novo mesto: 2011-12
- Supercoppa slovena: 1

Krka Novo mesto: 2012
- Campionato ceco: 1

ČEZ Nymburk: 2021-22
- Coppa della Repubblica Ceca: 1

ČEZ Nymburk: 2021